# 大画幅相机

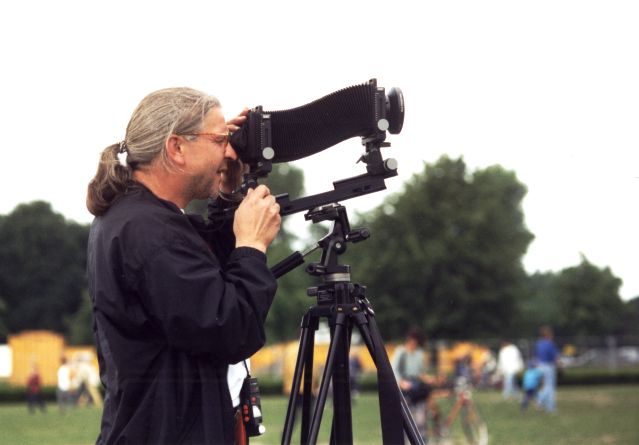
大畫幅相機

大畫幅相機也稱為座機、大型座機、單軌座機、雙軌座機、移軸相機、外拍機等。使用底片尺寸超過4×5英吋之相機，通稱大型相機（large format）；使用超過8×10英吋底片者亦可特稱特大型相機（ultra-large format）。
大畫幅相機的顯著特點是它們使用的感光介質「膠片」是頁片形式的，目前主流的頁片尺寸有8×10英吋與4×5英吋。除此以外，大畫幅相機還都使用固定焦距的鏡頭，它們的光軸和焦平面可在一定範圍內自由調整。

## 組成
- 鏡頭
- 快門
- 前座：用于固定鏡頭和快門、調整光軸。
- 皮腔：它是相機暗室的重要組成部分。
- 後座：用于固定取景屏、調整焦平面和對准焦點。
- 取景屏：用于取景及確認對准焦點。
- 軌：用于聯繫及固定前後座。
- 蛇腹：皮腔的外部，可伸縮調整。

大畫幅相機最適合建築攝影、靜物攝影、風光攝影，不太適宜動態抓拍。且機身較重，通常需立在腳架上。